# Biborin ecbola
Biborin ecbola är en ringmaskart som beskrevs av Chamberlin 1919. Biborin ecbola ingår i släktet Biborin och familjen Oenonidae. Inga underarter finns listade i Catalogue of Life.